# Aiterhofen
Aiterhofen ist eine Gemeinde, eine Gemarkung und ein Pfarrdorf im niederbayerischen Landkreis Straubing-Bogen und der Sitz der Verwaltungsgemeinschaft Aiterhofen.

## Geografie

### Lage
Aiterhofen liegt im Gäuboden und wird von der Aiterach durchflossen.

### Gemeindegliederung
Die Gemeinde hat 16 Gemeindeteile (in Klammern ist der Siedlungstyp angegeben):
- Ainbrach (Kirchdorf)
- Aiterhofen (Pfarrdorf)
- Amselfing (Kirchdorf)
- Asham (Dorf)
- Burgstall (Einöde)
- Espermühle (Einöde)
- Fruhstorf (Weiler)
- Geltolfing (Kirchdorf)
- Hermannsdorf (Dorf)
- Hunderdorf (Dorf)
- Lindhof (Einöde)
- Moosdorf
- Niederharthausen (Kirchdorf)
- Ödmühle (Weiler)
- Rohrhof (Weiler)
- Sand (Dorf)

Es gibt die Gemarkungen Aiterhofen, Amselfing (Gemarkungsteil 0), Geltolfing und Niederharthausen.
| Gemarkung                        | Gemarkungs- schlüssel | Fläche in Hektar |
| -------------------------------- | --------------------- | ---------------- |
| Aiterhofen                       | 5640                  | 1325,08          |
| Amselfing (nur Gemarkungsteil 0) | 5627                  | 1887,85          |
| Geltolfing                       | 5639                  | 587,68           |
| Niederharthausen                 | 5645                  | 508,79           |
| Gemeinde Aiterhofen              | Gemeinde Aiterhofen   | 4309,40          |

## Geschichte

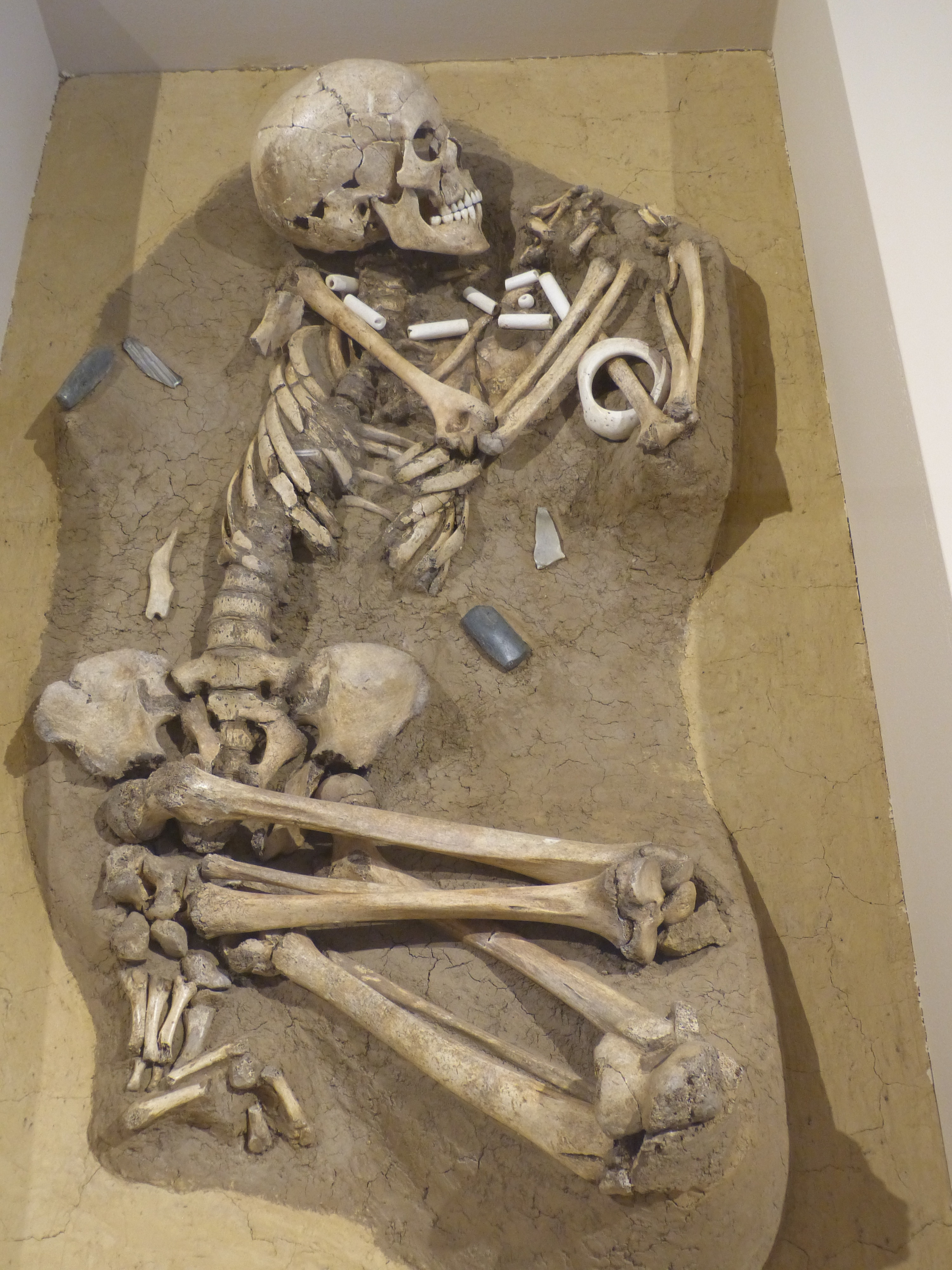
Linearbandkeramisches Grab aus Aiterhofen/Ödmühle, Gäubodenmuseum Straubing

### Bis zur Gemeindegründung
Aiterhofen ist schon seit der Jungsteinzeit besiedelt, wie der Fund des größten linearbandkeramischen Gräberfeldes in Deutschland mit etwa 260 Gräbern im Gemeindeteil Ödmühle zeigt.
Im Jahre 773 n. Chr. wurde Aiterhofen als Villa Eitraha zum ersten Mal als agilolfingischer Herzogshof urkundlich erwähnt. Etwa aus dem Jahr 973 stammt eine weitere Erwähnung als Eitarahoue, also Hof an der Eiterach. Ein Chronist des 11. Jahrhunderts interpretierte den Namen fälschlich als Hof des Giftes (= Eiter). Doch die tatsächliche Bedeutung leitet sich aus  dem indogermanischen oid für anschwellen und den althochdeutschen Begriffen aha für Wasser sowie hof für Anwesen ab. Der Ortsname bedeutet also so viel wie „Anwesen am anschwellenden Wasserlauf“, womit der Bezug zum Fluss Aiterach hergestellt ist.
Vermutlich im ersten Viertel des 13. Jahrhunderts wurde die romanische Pfarrkirche St. Margaretha erbaut. In ihr befindet sich die älteste Glocke Niederbayerns (1325). Von den ursprünglich zwei geplanten Türmen wurde nur der Nordturm ausgeführt. Die Rokokoeinrichtung aus dem 18. Jahrhundert wurde 1883 beseitigt. Die benachbarte Friedhofskapelle stammt vermutlich aus dem 17. Jahrhundert.
1846 gründete Angela Fraundorfer das Kloster der Franziskanerinnen von Aiterhofen, das heute einen Kindergarten und eine Realschule sowie andere Einrichtungen betreibt.
Aiterhofen gehörte zum Rentamt und Landgericht Straubing des Kurfürstentums Bayern. Im Zuge der Verwaltungsreformen in Bayern entstand mit dem Gemeindeedikt von 1818 die heutige Gemeinde.

### Eingemeindungen
Im Zuge der Gebietsreform in Bayern wurden am 1. Mai 1978 die Gemeinden Geltolfing und Niederharthausen sowie der Großteil der aufgelösten Gemeinde Amselfing (Amselfing, Ainbrach, Asham, Fruhstorf, Hermannsdorf, Hunderdorf, Moosdorf und Sand) eingegliedert. Von der kreisfreien Stadt Straubing wechselte der Gemeindeteil Rohrhof 1978 in den Landkreis Straubing-Bogen zur Gemeinde Aiterhofen.

### Einwohnerentwicklung
Im Zeitraum 1988 bis 2018 wuchs die Gemeinde von 2815 auf 3339 um 524 Einwohner bzw. um 18,6 %.

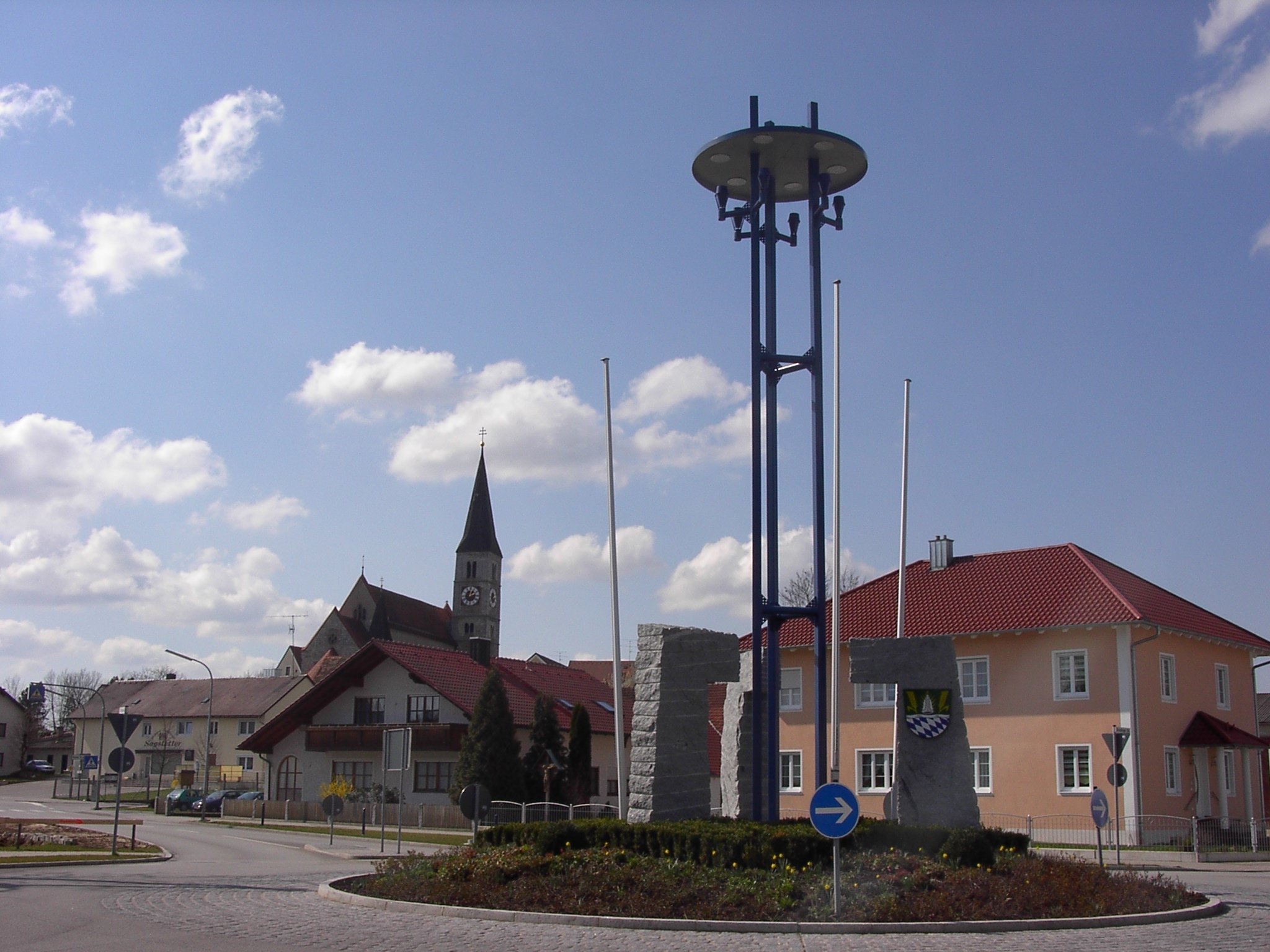
Ortsplatz, im Hintergrund Kirche St. Margaretha

| Jahr      | 1961 | 1970 | 1987 | 1991 | 1995 | 2000 | 2005 | 2010 | 2015 | 2020 |
| --------- | ---- | ---- | ---- | ---- | ---- | ---- | ---- | ---- | ---- | ---- |
| Einwohner | 2296 | 2424 | 2749 | 2896 | 3082 | 3178 | 3466 | 3386 | 3312 | 3426 |

## Politik

### Bürgermeister
Erster Bürgermeister ist Adalbert Hösl (CSU). Er ist seit 1. Mai 2020 im Amt.

### Gemeinderat
Der Rat der Gemeinde Aiterhofen besteht aus 16 Mitgliedern, die sich seit der Kommunalwahl 2020 wie folgt zusammensetzten:
| Partei / Liste  | %    | Sitze |
| --------------- | ---- | ----- |
| CSU             | 61,1 | 10    |
| Wählergruppe    | 38,9 | 6     |
| Wahlbeteiligung | 63,2 |       |

### Partnergemeinden
Aiterhofen unterhält Partnerschaften mit der Osttiroler Gemeinde Iselsberg-Stronach sowie mit der italienischen Gemeinde Montefino in den Abruzzen.

### Wappen
|  | Blasonierung: „In Rot über gesenktem silbernem Wellenbalken zwischen zwei goldenen Ähren drei, zwei zu eins gestellte, goldene heraldische Rosen mit roten Butzen.“ |
|  | |

## Kultur und Sehenswürdigkeiten

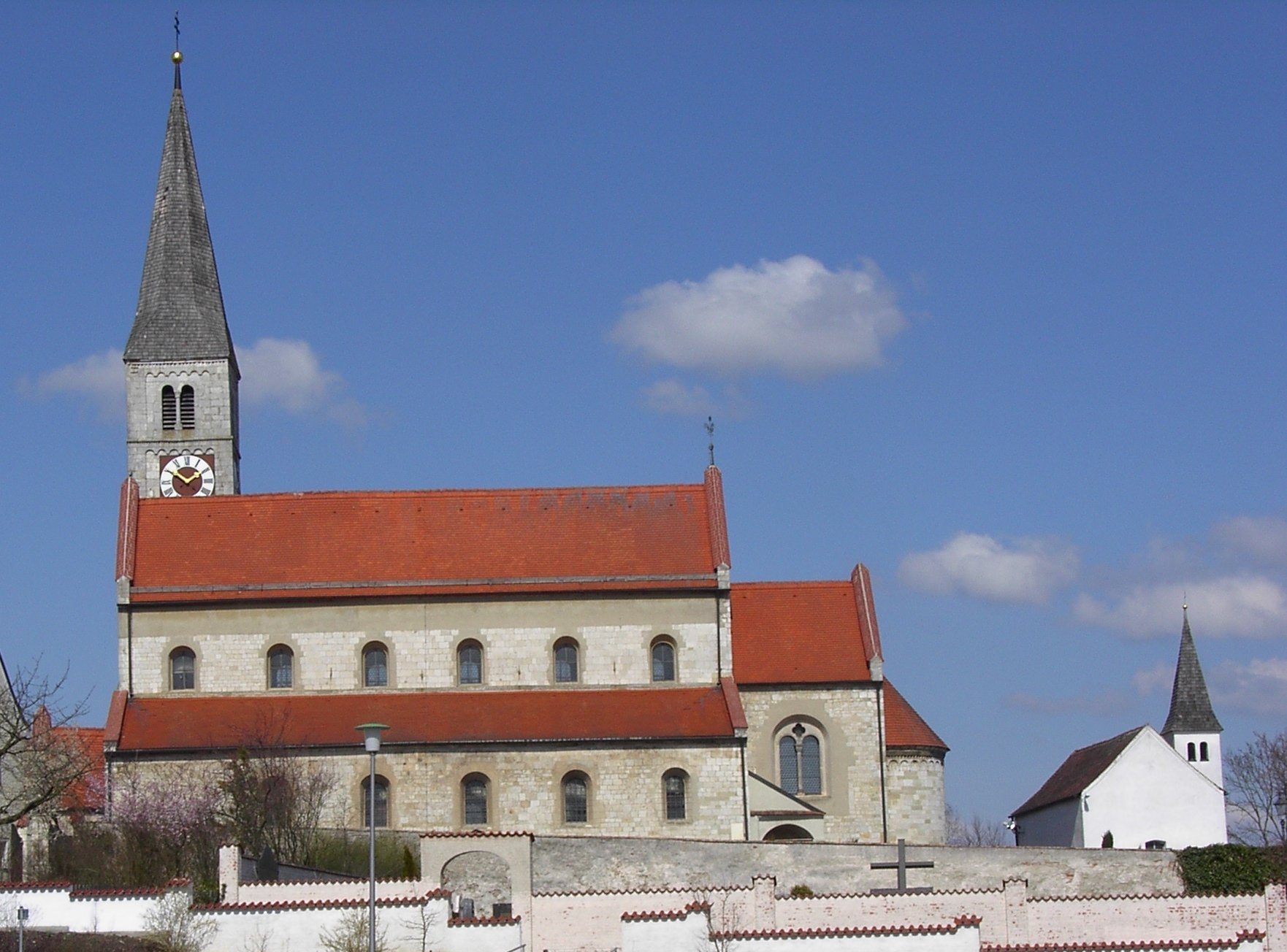
St. Margaretha

- St. Margareta in Aiterhofen wurde vermutlich im ersten Viertel des 13. Jahrhunderts erbaut. Der Innenraum der  romanischen Kirche wurde im 18. Jahrhundert barockisiert und im 19. Jahrhundert im Jugendstil gestaltet.
- St. Peter und Paul in Geltolfing. Der jetzige Bau wurde im Jahre 1715 von Jakob Ruesch begonnen. Schon 1126 wurde eine Kirche in Geltolfing urkundlich erwähnt.
- St. Johannes in Niederharthausen wurde in der frühen Gotik errichtet. Allerdings ist heute von der ursprünglichen Substanz nur noch der Chor mit Rippengewölbe erhalten.
- Schloss Geltolfing
- Klosterkirche Aiterhofen des Klosters St. Josef

## Wirtschaft und Infrastruktur

### Wirtschaft einschließlich Land- und Forstwirtschaft
Es gab im Jahr 2020 im Bereich der Land- und Forstwirtschaft 57, im produzierenden Gewerbe 189 und im Bereich Handel und Verkehr 121 sozialversicherungspflichtig Beschäftigte am Arbeitsort. In sonstigen Wirtschaftsbereichen waren am Arbeitsort 207 Personen sozialversicherungspflichtig beschäftigt. Sozialversicherungspflichtig Beschäftigte am Wohnort gab es insgesamt 1445. Im verarbeitenden Gewerbe (sowie Bergbau und Gewinnung von Steinen und Erden) gab es keine, im Bauhauptgewerbe sechs Betriebe. Zudem bestanden im Jahr 2016 70 landwirtschaftliche Betriebe mit einer landwirtschaftlich genutzten Fläche von 3564 ha. Davon waren 3480 ha Ackerfläche und 84 ha Dauergrünfläche.
Etwa in zwei Kilometer Entfernung vom Ort, beim Ortsteil Niederharthausen an der Kreisstraße SR9, liegt eine Betriebsstätte der Firma Bayern-Ei.

### Bildung
Es gibt folgende Einrichtungen:
- Kindergarten „Maria Schutz“ der Franziskanerinnen Aiterhofen mit vier Gruppen und angeschlossener Kinderkrippe[17]
- Herzog-Tassilo-Grundschule Aiterhofen: 107 Schüler und sechs hauptamtliche Lehrkräfte (Stand: 2018/2019)[18]
- Angela-Fraundorfer-Realschule der Franziskanerinnen Aiterhofen: 314 Schüler und 24 hauptamtliche Lehrkräfte mit Schülerinnenheim für Mädchen (Stand: 2018/2019)[19]
- Berufsfachschule für Altenpflege[20] und Berufsfachschule für Altenpflegehilfe[21] der Franziskanerinnen Aiterhofen: 69 Schüler und sieben hauptamtliche Lehrkräfte (gesamt, Stand: 2018/2019)

## Söhne und Töchter des Ortes
- Joseph Zach (1829–1898), katholischer Geistlicher, Mitglied des Deutschen Reichstags